# المرصد الفلسطيني
المرصد الفلسطيني هي منظمة تهتم بالدفاع عن الشعب الفلسطيني، وبنشر الحقائق حول الأوضاع القائمة في قطاع غزة والضفة الغربية وانتهاكات حقوق الإنسان التي تمارسها قوات الاحتلال الإسرائيلي في الأراضي الفلسطينية.

## التأسيس
تأسس المرصد الفلسطيني في أعقاب الانتفاضة الفلسطينية الثانية في عام 2000 بصفته أحد مشروعات مؤسسات المجتمع المدني الفلسطيني والتي يُديرها متطوعون بهدف نشر المعلومات حول الأحداث والوقائع التي تدور داخل الأراضي الفلسطينية.

## الخلفية التاريخية
كانت الانتفاضة الفلسطينية الثانية قد اندلعت في 28 سبتمبر 2000 كنتيجة لاستمرار الاحتلال العسكري الإسرائيلي لأراضي فلسطين، وعلى الرغم من أن معظم وسائل الإعلام ووكالات الأنباء العالمية تابعت أحداث الانتفاضة، ظلت الروايات الإعلامية الإسرائيلية هي المهيمنة على المشهد الدولي، بينما استُبعد الفلسطينيون إلى حد كبير من التعليقات والنقاشات حول وقائع الانتفاضة وتأثيرها وعواقبها.
وفي تشرين الثاني/نوفمبر عام 2000، أجرت شبكة غير رسمية من الكتاب والناشطين السياسيين تحليلاً سريعًا للتغطية الإعلامية الدولية السائدة، مما سلط الضوء على الحاجة إلى رواية بديلة من داخل فلسطين المحتلة.

## الاهتمامات
تقع ضمن دائرة اهتمامات المرصد الفلسطيني موضوعات مثل الفقر، والتعذيب، والجدار العازل الإسرائيلي القائم في الضفة الغربية، ونقاط التفتيش، واللاجئين، والقدس الشرقية، بالإضافة إلى تتبع أعداد القتلى الفلسطينيين في الصراع مع قوات الاحتلال الإسرائيلي.

## الجمهور المُستهدف
يقوم المرصد الفلسطيني بإعلام الأشخاص والكيانات عبر الإنترنت بالأحداث المتعلقة بالضفة الغربية من خلال رسائل البريد الإلكترونيّ، ويتألف جمهور المرصد المُستهدف من المنظمات غير الحكومية الأخرى والأوساط الأكاديمية والصحفية، ويصل المرصد الفلسطيني إلى جمهوره من خلال قائمة بريد إلكتروني تُحدّث بصورة مُستمرّة، وقد ازداد عدد عناوين البريد الإلأكتروني المدرجة في تلك القائمة من 50 إلى 13000 خلال عامين فقط من تأسيس المرصد.

## روابط خارجية
- الموقع الرسمي للمرصد الفلسطيني